# Симсир (Чечня)
Симсир (чечен. Симсара) — село в Ножай-Юртовском районе Чеченской Республики. Административный центр Симсирского сельского поселения.

## География
Село расположено у слияния рек Ярыксу и Малый Ярыксу, к северу от горы Орумкорт, на границе с Дагестаном. Находится в 16 км к юго-востоку от районного центра — Ножай-Юрт и в 33 км к юго-западу от города Хасавюрт.
Ближайшие населённые пункты: на севере — село Байтарки, на западе — село Даттах и на северо-востоке — село Чечель-Хи.

## История
Селение основано в конце 1830-х годов Гази-Хаджи Зандакским.

## Население
| 1990  | 2002  | 2010  | 2012  | 2013  | 2014  | 2015  |
| ----- | ----- | ----- | ----- | ----- | ----- | ----- |
| 1000  | ↗1332 | ↗1701 | ↗1767 | ↗1791 | ↗1836 | ↗1886 |
| 2016  | 2017  | 2018  | 2019  | 2020  | 2021  | 2023  |
| ↗1939 | ↗1975 | ↗2019 | ↗2064 | ↗2103 | ↘1475 | ↗1551 |
| 2024  |       |       |       |       |       |       |
| ↗1576 |       |       |       |       |       |       |

## Образование
- Симсирская муниципальная средняя общеобразовательная школа[19].